# دراکولا، زندانی فرانکنشتاین
دراکولا، زندانی فرانکنشتاین (انگلیسی: Dracula, Prisoner of Frankenstein) یک فیلم ترسناک به کارگردانی خسوس فرانکو است که در سال ۱۹۷۲ منتشر شد. ماجرای فیلم در این باره است که ویکتور فرانکنشتاین با موفقیت کنت دراکولا را به دام می‌اندازد و علاوه بر هیولای فرانکنشتاین از او هم برای مقاصد شوم خود استفاده می‌کند. این فیلم نخستین بار در جشنواره فیلم سیتخس (۱۹۷۲) منتشر شد.

## بازیگران
- هوارد ورنون
- آلبرتو دالبِس
- لوئیس باربو
- کارمن یاسالده